# Nauclides
Nauclides (Naukleides Ναυκλείδης) fou un dels dos èfors espartans que foren enviats amb el rei Pausànies d'Esparta a Àtica el 403 aC. Podria ser el mateix Nauclides fill de Polibíades al que Lisandre va ridiculitzar pel seu estil de vida luxós i el va denunciar a l'assemblea, on tot i així només fou desterrat.